# Holostrophus orientalis
Holostrophus orientalis là một loài bọ cánh cứng trong họ Tetratomidae. Loài này được Lewis miêu tả khoa học đầu tiên năm 1895.